# Герартс, Карел
Карел Герартс (нидерл. Karel Geraerts; род. 5 января 1982, Генк, Фламандский регион) — бельгийский футбольный тренер, ранее выступавший как футболист на позиции полузащитника.
Выступал на позиции полузащитника. Большую часть своей карьеры он провёл в «Брюгге», в составе которого становился обладателем Кубка Бельгии и бельгийской Про-лиги. Затем Герартс играл в бельгийских клубах «Локерен», «Стандард», «Ауд-Хеверле Лёвен» и «Шарлеруа». За сборную Бельгии он играл 20 раз, забил четыре гола.
В 2017 году начал тренерскую карьеру, заняв пост спортивного координатора «Остенде». В 2019—2022 годах был ассистентом Фелиса Маццу в «Юнионе», в составе которого стал победителем регулярного чемпионата Про-лиги и занял второе место в плей-офф, отстав от «Брюгге».